# Pferdingsleben
Pferdingsleben ist eine Gemeinde in der Verwaltungsgemeinschaft Nesseaue im thüringischen Landkreis Gotha.

## Geografie
Der Ort liegt im flachen Tal der Nesse zwischen Friemar im Westen und Nottleben im Osten. Die Kreisstraße K 4 verbindet die Gemeinde mit der etwa 2 km südlich verlaufenden B 7 (Erfurt – Gotha). Der tiefste Punkt der Gemarkung liegt mit 281 m Höhe u. NN in unmittelbarer Nähe von Friemar bei der Riethquelle, die nach wenigen Metern ihr Wasser in die Nesse leitet. Der höchste Punkt liegt mit 325 m Höhe ü. NN im Osten von Tröchtelborn. Die Ortsmitte bei der Kirche hat eine Höhe von 290 m ü. NN. Außer der Nesse verfügt die Ortslage nur noch über ein Rinnsal als fließendes Gewässer, das aus dem Gehrenfeld kommt, einer Flur im Nordosten der Gemeinde.

## Geschichte
Wie die anderen auf „leben“ endenden Orte der Region weist der Name Pferdingsleben auf eine Siedlung aus der Zeit um 300 n. Chr. hin. Zu Beginn des 9. Jahrhunderts wird Pferdingsleben in einem Verzeichnis der von Erzbischof Lullus († 786) von Mainz für das Kloster Hersfeld von Freien verliehenen Gütern erstmals urkundlich als Pertikeslebo erwähnt. Der Ort gehörte als Exklave zur oberen Grafschaft Gleichen, welche unter Landeshoheit des Herzogtums Sachsen-Gotha-Altenburg stand.
Pferdingsleben entwickelte sich als Haufendorf, das durch eine Mauer mit drei Toren und einen umlaufenden Graben geschützt war. Die Landwirtschaft, insbesondere der Waidanbau, machten das Dorf wohlhabend. So konnte es sich auch eine repräsentative Kirche leisten. Es gibt im Ort noch schöne Hoftore und ursprüngliche Fachwerkgebäude.

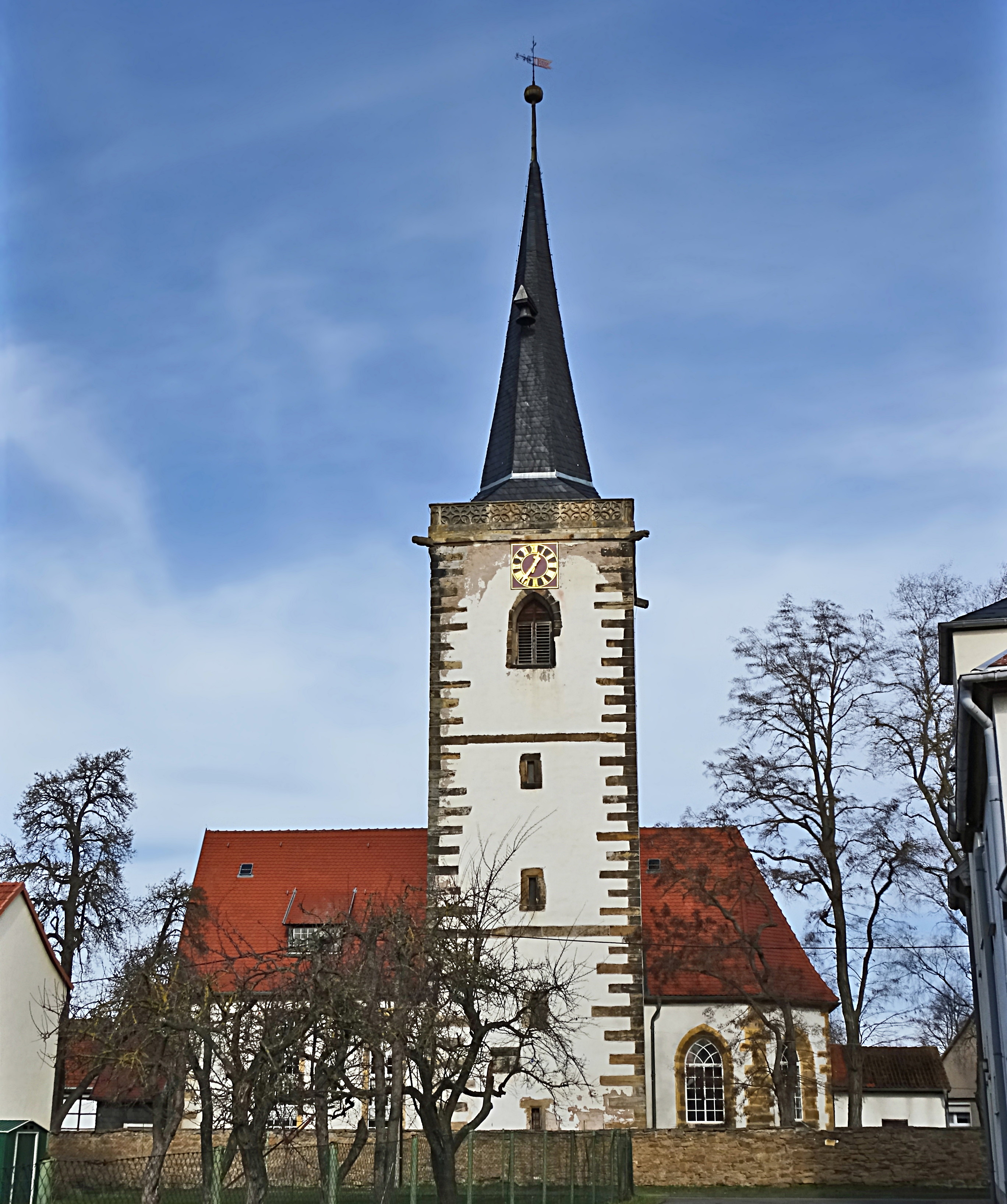
Ev. Kirche St. Wigbert

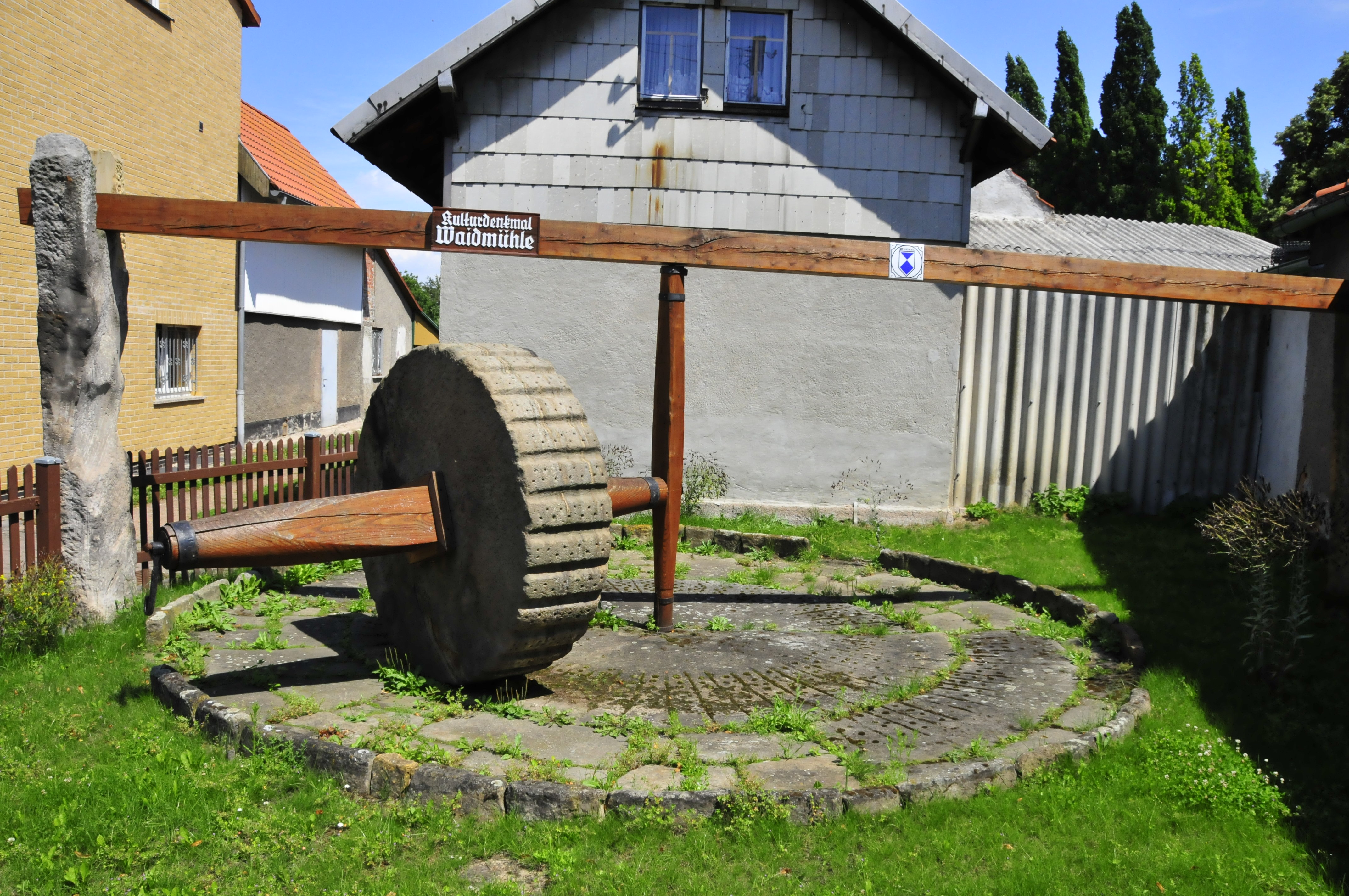
Waidmühle

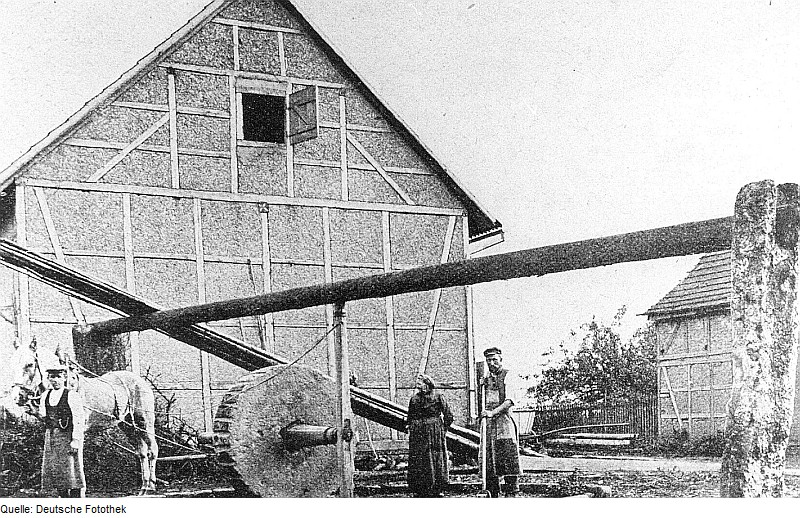
Die Waidmühle im Jahre 1908

### Einwohnerentwicklung
Entwicklung der Einwohnerzahl (31. Dezember):
| - 1994 – 418 - 1995 – 419 - 1996 – 434 - 1997 – 450 - 1998 – 454 - 1999 – 442 | - 2000 – 432 - 2001 – 424 - 2002 – 427 - 2003 – 424 - 2004 – 420 - 2005 – 416 | - 2006 – 403 - 2007 – 405 - 2008 – 405 - 2009 – 400 - 2010 – 412 - 2011 – 408 | - 2012 – 406 - 2013 – 404 - 2014 – 401 - 2015 – 387 - 2016 – 387 - 2017 – 396 | - 2018 – 388 - 2019 – 398 - 2020 – 386 - 2021 – 371 - 2022 – 375 |

Datenquelle: Thüringer Landesamt für Statistik

## Wappen
Im 1997 genehmigten Wappen der Gemeinde sind die Symbole für die letzte in Mitteleuropa an ihrem Standort erhaltene Waidmühle (Waidmühlstein), die Ersterwähnung im Güterverzeichnis des Klosters Hersfeld (Hersfelder Kreuz) sowie die Traube als Attribut des heiligen Wigbert zu sehen.

## Sehenswürdigkeiten

### Waidmühle
In Pferdingsleben befindet sich eine der wenigen erhaltenen Waidmühlen (kleine Waidmühle) in Mitteleuropa. Sie ist Eigentum der Gemeinde. In historischer Zeit wurde sie von Zugtieren betrieben, die den senkrecht stehenden Mahlstein im Kreis über das in der Mühlpfanne liegende Mahlgut zogen. Sie ist eine von ehedem mindestens drei Waidmühlen des Ortes. Eine zweite (die große Waidmühle) wurde nach 1896 auf das Gelände der heutigen ega in Erfurt umgesetzt. Eine dritte Waidmühle stand an Tümpels Haus, ihr Verbleib ist ungeklärt. Die steinernen Säulen der Waidmühlen, in deren Gabel der Mühlstein-Tragebalken lagerte, diente oft nach Einstellung des Mühlbetriebs als Steg über Bäche, zur Befestigung von Toreinfahrten, Zaunpfähle, Mauerabschlusssteine u. ä. Ein Mühlstein findet sich als unterster Stein der Nordwestecke der Kirche in Eschenbergen. Alle Mühlen lagen am damaligen nördlichen Ortsrand am großen und kleinen Angergarten (heute das Gebiet der Angerstraße), also an öffentlichen Rasenflächen in der Nähe eines Wasserlaufs, dem Mollbach. Der Mollbach entspringt im NSG Alacher See und mündet (heute) am nordwestlichen Ortsrand von Nottleben in die Nesse. Der letzte Pferdingslebener Waidbauer, Ernst Reinhardt, lieferte seine Produktion von etwa 2 to Ballenwaid an den Waidhändler in Erfurt, Stadtrat Freund. Die Waidmühle verkam nach und nach. Sie wurde als touristisches Denkmal in den 1950er Jahren wiederentdeckt, rekonstruiert und als Kulturdenkmal gestaltet. 1974 erfolgte eine erneute Rekonstruktion, die letzte Sanierung und Neugestaltung der Anlage geschah anlässlich der 1. Internationalen Waidtagung im Frühjahr 1992. (Siehe auch: Waidanbau in Thüringen)

## Persönlichkeiten
- Ernst Koch (1819–1894), Kammersänger und Musikpädagoge,  geboren in Pferdingsleben